# Brancz
Brancz – sztuka teatralna autorstwa Juliusza Machulskiego, napisana na zamówienie Teatru Powszechnego w Łodzi w ramach realizowanego przez tę instytucję projektu Polskie Centrum Komedii. 
Po raz pierwszy została publicznie zaprezentowana w dniu 30 listopada 2011 w Łodzi w postaci spektaklu czytanego. 8 września 2014 miała miejsce oficjalna prapremiera w formie spektaklu Teatru Telewizji w reżyserii autora. 30 maja 2015 w Teatrze Powszechnym w Łodzi odbyła się premiera pierwszej pełnej inscenizacji w teatrze na żywo. 

## Opis fabuły
Szymon i Marta są wieloletnią, nieformalną parą po czterdziestce. Wspólnie wychowali wchodzącą właśnie w dorosłość Nelę, córkę Marty z nieudanego małżeństwa ze Zdzisławem, które rozpadło się, gdy dziewczynka miała osiem lat. Wiodą luksusowe życie zamożnych mieszkańców wielkiego miasta. Konsumpcyjne przyjemności są dla nich ważniejsze niż tradycyjne wartości i rodzina. Zbliża się Wielkanoc, którą zamierzają spędzić na egzotycznym wyjeździe, lecz wcześniej muszą "odbębnić" zwyczajowe uroczyste śniadanie. Decydują się zaprosić swoje matki, a także Nelę, na organizowany na długo przed świętami brunch w luksusowym hotelu. Posiłek  – w założeniu tylko kurtuazyjny rytuał, obnaża ciągnące się od lat rodzinne konflikty i wzajemne żale. Ukazuje też fundamentalne różnice w spojrzeniu na świat różnych pokoleń. 

### Osoby
- Szymon
- Marta
- Nela, córka Marty z nieudanego małżeństwa
- Kazia, matka Marty
- Alicja, matka Szymona
- Olaf, narzeczony Marty
- Zdzisław Knecht, były mąż Marty i ojciec Neli
- Ludwisia, kelnerka

## Obsada pierwszych inscenizacji
| postać   | Teatr Telewizji (2014, reż. Juliusz Machulski) | Teatr Powszechny w Łodzi (2015, reż. Michał Siegoczyński) |
| -------- | ---------------------------------------------- | --------------------------------------------------------- |
| Marta    | Gabriela Muskała                               | Karolina Łukaszewicz                                      |
| Szymon   | Andrzej Zieliński                              | Artur Zawadzki                                            |
| Nela     | Alicja Juszkiewicz                             | Katarzyna Grabowska                                       |
| Kazia    | Stanisława Celińska                            | Wanda Neumann                                             |
| Alicja   | Anna Seniuk                                    | Barbara Połomska                                          |
| Olaf     | Dawid Ogrodnik                                 | Damian Kulec                                              |
| Knecht   | Cezary Pazura                                  | Krzysztof Franieczek                                      |
| Ludwisia | Olga Bołądź                                    | Aleksandra Listwan                                        |

źródła: ,